# Segon Concili de Nicea
El Segon Concili de Nicea celebrat el 787 a Nicea, com el Primer Concili de Nicea, fou el darrer concili ecumènic acceptat per totes les esglésies cristianes. Arran dels decrets de 726 de Lleó III l'Isàuric, obertament contrari al culte a les imatges, que va generar forta controvèrsia, es va permetre el culte a les icones religioses, que actuen com a símbols de la fe igual que la creu o altres signes acceptats, sempre que es distingeixi de l'adoració directa a la divinitat (per no caure en la idolatria). Es posava així fi parcialment a les polèmiques iconoclastes.